# Marie-Pierre Ryser-Degiorgis
Marie-Pierre Ryser-Degiorgis (* 20. Juli 1971; † 14. Mai 2023) war eine Schweizer Tiermedizinerin und Universitätsprofessorin.
Ryser war Leiterin der Abteilung Wildtiere am Institut für Fisch- und Wildtiergesundheit der Universität Bern. Sie untersuchte u. a. die Gesundheit der schweizerischen Luchspopulation.
Von 1996 bis 1998 arbeitete sie an einem Projekt über die Gämsblindheit bei wildlebenden Ziegenartigen. 1999 während eines Aufenthalts an der Statens veterinärmedicinska anstalt in Schweden befasste sie sich mit der Sarcoptes-Räude und anderen Krankheiten beim Eurasischen Luchs.
Ryser hat laut Google Scholar einen h-Index von 35.
Sie hatte zwei Söhne.

## Meistzitierte Publikationen
(Quelle: )
- Marie-Pierre Ryser-Degiorgis: Wildlife health investigations: needs, challenges and recommendations. In: BMC Veterinary Research. Band 9, Nr. 1, 2013, S. 223, doi:10.1186/1746-6148-9-223, PMID 24188616, PMC 4228302 (freier Volltext).
- Bernhard Ehlers, Güzin Dural, Nezlisah Yasmum, Tiziana Lembo, Benoit de Thoisy, Marie-Pierre Ryser-Degiorgis, Rainer G. Ulrich, Duncan J. McGeoch: Novel Mammalian Herpesviruses and Lineages within the Gammaherpesvirinae: Cospeciation and Interspecies Transfer. In: Journal of Virology. Band 82, Nr. 7, 2008, S. 3509–3516, doi:10.1128/jvi.02646-07, PMID 18216123, PMC 2268488 (freier Volltext).
- Milena Gallana, Marie-Pierre Ryser-Degiorgis, Thomas Wahli, Helmut Segner: Climate change and infectious diseases of wildlife: Altered interactions between pathogens, vectors and hosts. In: Current Zoology. Band 59, Nr. 3, 2013, S. 427–437, doi:10.1093/czoolo/59.3.427.